# Wahl zur Territorialversammlung in Französisch-Guinea 1957
Die Wahl zur Territorialversammlung in Französisch-Guinea 1957 fand am 31. März 1957 statt.
Das Ergebnis war ein haushoher Sieg für die Parti Démocratique de Guinée - Rassemblement Démocratique Africain, welche 56 der insgesamt 60 Sitze in der Territorialversammlung gewann.

## Ergebnisse
| Partei                                                                | Anteil  | Sitze |
| --------------------------------------------------------------------- | ------- | ----- |
| Demokratische Partei von Guinea – Afrikanische Demokratische Sammlung | 93,33 % | 56    |
| Demokratischer Sozialismus Guineas                                    | 5 %     | 3     |
| andere Parteien                                                       | 1,67 %  | 1     |
| gesamt                                                                | 100 %   | 60    |